# Rhinopoma microphyllum
Il pipistrello coda di topo maggiore (Rhinopoma microphyllum  Brünnich, 1782) è un pipistrello della famiglia  diffuso in Africa settentrionale, Medio Oriente, India e Sumatra.

## Descrizione

### Dimensioni
Pipistrello di medie dimensioni, con la lunghezza della testa e del corpo tra 72 e 81 mm, la lunghezza dell'avambraccio tra 62 e 74 mm, la lunghezza della coda tra 52 e 85 mm, la lunghezza del piede tra 13 e 17 mm, la lunghezza delle orecchie tra 19 e 22 mm e un peso fino a 37 g.

### Aspetto
La pelliccia è corta, fine e setosa. Le parti dorsali sono bruno-grigiastre, mentre le parti ventrali sono più chiare o biancastre. Il muso è rivolto all'insù, con una cresta cutanea relativamente piccola. Gli occhi sono grandi. Le orecchie sono triangolari, unite sulla fronte da una membrana cutanea. Il trago è falciforme, con l'estremità smussata e con un piccolo lobo alla base. Le membrane alari sono marroni e attaccate posteriormente sulla tibia, ben sopra le caviglie. La coda è molto lunga, sottile e si estende ben oltre l'uropatagio il quale è ridotto ad una sottile membrana. È privo di calcar. Il cariotipo è 2n=42 FNa=66.

### Ecolocazione
Emette ultrasuoni sotto forma di impulsi multi-armonici di lunga durata con frequenza costante tra 27 e 31 kHz.

## Biologia

### Comportamento
Si rifugia in gruppi fino a diverse migliaia di individui all'interno di fessure rocciose, piccole grotte, miniere, gallerie sotterranee, pozzi, monumenti antichi ed edifici. È tollerante alla bassa umidità e alla luce. In india effettua migrazioni stagionali. Il volo è veloce e fluttuante.

### Alimentazione
Si nutre di coleotteri ed emitteri.

### Riproduzione
Danno alla luce un piccolo alla volta da metà giugno ai primi di luglio. I piccoli vengono svezzati successivamente in agosto dopo un periodo di 4 settimane. Raggiungono la maturità sessuale dopo 18-19 mesi.

## Distribuzione e habitat
Questa specie è diffusa nelle zone aride dell'Africa settentrionale, nel Medio Oriente fino all'India occidentale. Un individuo è stato catturato sull'isola di Sumatra.
Vive in ambienti aridi con precipitazioni inferiori a 300 mm e vegetazione rada fino a 1 200 metri di altitudine.

## Tassonomia
Sono state riconosciute 4 sottospecie:
- R.m.microphyllum: Algeria centro-occidentale, Marocco, Sahara Occidentale, Mauritania occidentale e meridionale, Senegal settentrionale, Mali centrale, Niger meridionale, Burkina Faso, Nigeria e Camerun settentrionali, Ciad centrale, Sudan centrale e settentrionale, Egitto centrale ed orientale, Eritrea, Etiopia settentrionale; Penisola del Sinai, Israele, Giordania, Arabia Saudita settentrionale, Iraq centrale e meridionale, Kuwait, Iran meridionale, Pakistan;
- R.m.asirensis (Nader & Kock, 1982): Arabia Saudita sud-occidentale;
- R.m.kinneari (Wroughton, 1912): India occidentale;
- R.m.sumatrae (Thomas, 1903): Sumatra nord-occidentale.

## Conservazione
La IUCN Red List, considerato il vasto areale, l'abbondanza in alcune aree e la mancanza di minacce, classifica R.microphyllum come specie a rischio minimo (Least Concern)).